# Comuna de Zbąszynek
Zbąszynek (polaco: Gmina Zbąszynek) é uma gminy (comuna) na Polónia, na voivodia da Lubúsquia e no condado de Świebodziński. A sede do condado é a cidade de Zbąszynek.
De acordo com os censos de 2004, a comuna tem 8539 habitantes, com uma densidade 90,4 hab/km².

## Área
Estende-se por uma área de 94,42 km², incluindo:
- área agricola: 51%
- área florestal: 38%

## Demografia
Dados de 30 de Junho 2004:
|                      | Total   | Total | Mulheres | Mulheres | Homens  | Homens |
| -------------------- | ------- | ----- | -------- | -------- | ------- | ------ |
|                      | pessoas | %     | pessoas  | %        | pessoas | %      |
| População            | 8539    | 100   | 4380     | 51,3     | 4159    | 48,7   |
| Densidade (pop./km²) | 90,4    | 100   | 46,4     | 46,4     | 44      | 44     |

De acordo com dados de 2002, o rendimento médio per capita ascendia a 1080,88 zł.

## Subdivisões
- Chlastawa, Dąbrówka Wielkopolska, Kosieczyn, Kręcko, Rogoziniec.

## Comunas vizinhas
- Babimost, Szczaniec, Trzciel, Zbąszyń